# Prix Voltaire
Prix Voltaire là một trong các giải được Hiệp hội các Nhà xuất bản Quốc tế trao tặng hàng năm kể từ năm 2006 cho những người có đóng góp đặc biệt cho sự tự do của chữ viết. Giải thưởng được thành lập năm 2005 với tư cách là Giải thưởng Tự do Xuất bản, lần đầu tiên được trao vào năm 2006 và đổi tên thành IPA Prix Voltaire vào năm 2016. Giải thưởng được trao tặng với 10.000 Franc Thụy Sĩ.
Những người đoạt giải trước đó là:
- * 2020 Nhà xuất bản Tự Do (Liberal Publishing House) (Vietnam) [1]
- 2019 Khaled Lutfi (Ai Cập) [2]
- 2018 Gui Minhai (Thụy Điển / Hồng Kông)
- 2017 Turhan Günay & Evlingsel (Thổ Nhĩ Kỳ)
- 2016 Raif Badawi (Ả Rập Saudi)
- Không được trao năm 2015
- 2014 Ihar Lohvinau (Bêlarut)
- Không được trao năm 2013
- 2012 Jonathan Shapiro ("Zapiro", Nam Phi)
- 2011 Bùi Chát người sáng lập nhà xuất bản Giấy Vụn (Việt Nam)
- 2010 Israpil Shovkhalov & Viktor Kogan-Yasny từ tạp chí DOSH (Chechnya-Russia) 
  - Giải thưởng đặc biệt: Irfan Sancı từ nhà xuất bản Sel Yayıncılık (Thổ Nhĩ Kỳ)
- 2009 Sihem Bensedrine, Neziha Rejiba, Mohamed Talbi, người sáng lập Đài quan sát tự do báo chí, xuất bản và sáng tạo ở Tunisia (OLPEC) (Tunisia)
- 2008 Ragıp Zarakolu (Thổ Nhĩ Kỳ)
- 2007 Trevor Ncube  (Zimbabwe) 
  - Giải đặc biệt: Anna Stepanowna Politkowskaja (Nga, truy tặng) & Hrant Dink (Thổ Nhĩ Kỳ, truy tặng)
- 2006 Shalah Lahiji (Iran)

## Liên kết mạng
- Trang chính thức